# Poltergeist III
Poltergeist III (bra: Poltergeist III - O Capítulo Final) é um filme estadunidense de 1988. É o terceiro e último filme da série Poltergeist. Michael Grais e Mark Victor, que haviam escrito o roteiro para os dois primeiros filmes, não retornaram para esta sequência.
Heather O'Rourke e Zelda Rubinstein estavam no elenco original do filme. No entanto, O'Rourke morreu quatro meses antes do filme ser lançado e antes da pós-produção ser concluída. O filme foi dedicado à sua memória.

## Sinopse
A família Freeling deixa Carol Anne temporariamente aos cuidados de seus tios em Chicago, onde pudesse ser atendida em uma escola para crianças com problemas emocionais. Porém, no decorrer da  terapia, o Reverendo Kane acaba revivendo em sua memória, voltando para persegui-la novamente.

## Elenco
- Heather O'Rourke .... Carol Ann Freeling
- Tom Skerritt .... Bruce Gardner
- Nancy Allen .... Pat Gardner
- Zelda Rubinstein .... Tangina Barrons
- Lara Flynn Boyle .... Donna Gardner
- Kipley Wentz .... Scott
- Richard Fire .... Dr. Seaton
- Nathan Davis .... rev. Henry Kane
- Roger May .... Burt
- Paul Graham .... Martin Moyer
- Meg Weldon .... Sandy
- Stacy Gilchrist .... Melissa
- Joey Garfield .... Jeff
- Christian Murphy .... Dusty
- Roy Hytower .... Nathan